# Bastien Augusto
Pour les articles homonymes, voir Augusto.
Bastien Augusto (né le 10 août 1999 à Limoges), est un athlète français, spécialiste des épreuves de demi-fond et de fond.

## Carrière
Bastien Augusto est médaillé de bronze en cross par équipes espoirs lors des Championnats d'Europe de cross-country 2021 à Dublin.
Il remporte la finale du 3 000 mètres aux Championnats de France d'athlétisme en salle 2022 à Miramas.
Il est médaillé d'or en cross par équipes et sixième du cross individuel lors des Championnats d'Europe de cross-country 2022 à Turin.

## Palmarès
| Date | Compétition                             | Lieu                | Résultat | Épreuve      | Temps         |
| ---- | --------------------------------------- | ------------------- | -------- | ------------ | ------------- |
| 2019 | Championnats de France de 10 kilomètres | Canet-en-Roussillon | 3e       | 10 km        | 29 min 14 s   |
| 2022 | Championnats de France en salle         | Miramas             | 1er      | 3 000 mètres | 7 min 59 s 96 |
| 2022 | Championnats de France de cross-country | Les Mureaux         | 2e       | Cross long   | 31 min 53 s   |
| 2022 | Championnats de France de 10 kilomètres | Boulogne-sur-Mer    | 2e       | 10 km        | 28 min 29 s   |
| 2023 | Championnats de France en salle         | Aubière             | 1er      | 3 000 m      | 7 min 57 s 56 |
| 2023 | Championnats de France de cross-country | Carhaix             | 3e       | Cross court  | 14 min 19 s   |
| 2025 | Championnats de France en salle         | Miramas             | 3e       | 3 000 m      | 7 min 56 s 43 |

| Date | Compétition                            | Lieu      | Résultat | Épreuve        | Temps         |
| ---- | -------------------------------------- | --------- | -------- | -------------- | ------------- |
| 2021 | Championnats d'Europe espoirs          | Tallinn   | 16e      | 1 500 m        | 3 min 47 s 86 |
| 2021 | Championnats d'Europe de cross-country | Dublin    | 34e      | Course espoirs | 25 min 38 s   |
| 2021 | Championnats d'Europe de cross-country | Dublin    | 3e       | Par équipes    | —             |
| 2022 | Championnats d'Europe de cross-country | Turin     | 6e       | Course seniors | 29 min 52 s   |
| 2022 | Championnats d'Europe de cross-country | Turin     | 1er      | Par équipes    | —             |
| 2023 | Championnats d'Europe de cross-country | Bruxelles | 2e       | Par équipes    | —             |

## Records
| Épreuve       | Épreuve   | Marque         | Lieu       | Date              |
| ------------- | --------- | -------------- | ---------- | ----------------- |
| 1 500 mètres  | Plein air | 3 min 34 s 85  | Marseille  | 17 juillet 2023   |
| 1 500 mètres  | En salle  | 3 min 47 s 78  | Miramas    | 21 février 2021   |
| 3 000 mètres  | Plein air | 8 min 26 s 87  | Narbonne   | 9 mai 2019        |
| 3 000 mètres  | En salle  | 7 min 56 s 16  | Mondeville | 9 février 2022    |
| 5 000 mètres  | Plein air | 14 min 6 s 85  | Albi       | 12 septembre 2020 |
| 5 kilomètres  | Plein air | 13 min 38 s    | Lille      | 6 novembre 2021   |
| 10 000 mètres | Plein air | 29 min 26 s 87 | Pacé       | 24 avril 2021     |
| 10 kilomètres | Plein air | 27 min 40 s    | Lille      | 18 novembre 2023  |